# Dieter Pohl (Physiker)

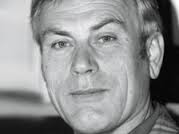
Dieter Pohl, Physiker

Wolfgang Dieter Pohl (* 1938) ist ein deutsch-schweizerischer Experimentalphysiker. Er wurde vor allem durch Arbeiten in der Nano-Optik, Nahfeld-Optik und Plasmonik bekannt.

## Leben
Dieter Pohl studierte an der Universität Stuttgart und der TU München, wo er bei Wolfgang Kaiser früh in die Laserforschung einstieg, promoviert wurde und sich habilitierte. Danach ging er ans IBM Zurich Research Laboratory in Rüschlikon. Dort befasste er sich mit nichtlinearer Optik, Laserphysik, optischer Datenspeicherung, Rastersondenmikroskopie und Nano-Optik/Plasmonik.
1982 entwickelte er das optische Nahfeldmikroskop, das erstmals Auflösungen jenseits der Abbeschen Auflösungsgrenze gestattete (z. B. 20 nm bei einer Wellenlänge von 515 nm). In den folgenden Jahren wurde die Beziehung zwischen optischen Nahfeldern, Plasmonen und Antennen untersucht, die in das sich entwickelnde Gebiet der Plasmonik mündete.
1998 wechselte Dieter Pohl an die Universität Basel und wurde 2002 Titularprofessor. Dort führte er das Antennen-Konzept der Nahfeldsonde weiter. Mithilfe der Basler Optik-Gruppe verifizierte er „optische“ Dipolantennen, deren  erstaunliche Eigenschaften die Plasmonik stark beeinflusst haben.
1992 organisierten Dieter Pohl und Daniel Courjon erstmals einen Workshop über Nah-Feld-Optik (NFO). Er wurde zum Ausgangspunkt der zweijährlichen internationalen NFO-Konferenzen. Sie sind seither zu einer Plattform der Nano-Optik, Nahfeld-Mikroskopie, Plasmonik, Metamaterialien, Quanteninformatik und ultra-schneller Vorgänge geworden. Dieter Pohl schrieb Beiträge zu zahlreichen einschlägigen Buch-Publikationen. Eine Liste seiner Artikel findet sich auf ResearchGate und auf seiner  persönlichen Seite der Universität Basel.

## Auszeichnungen
- 1996 Carl-Zeiss-Forschungspreis[18]
- 1997 Rank Prize for Electro-Optics[19]
- 1999 Humboldt-Forschungspreis
- 2013 Stern-Gerlach-Medaille[20]

## Schriften
- Herausgeber mit Daniel Courjon Near field Optics, NATO Advanced Study Institute, Kluwer 1993
- mit W. Denk, M. Lanz Optical stethoscopy: image recording with resolution {\displaystyle {\frac {\lambda }{20}}}, Applied Physics Letters, Band 44, 1984, S. 651
- Optical Microscopy in the Nano-World, Chimia 51 (1997) 760–767
- Near-Field Optics and the Surface Plasmon Polariton in 'Near-Field Optics and Surface Plasmon Polaritons / Satoshi Kawata (ed.) Springer Topics in Applied Physics 81, 1–10 (2001)
- Optics at the nanometre scale, Philosophical Transactions Royal Society, A 362, 2004, S. 701–717
- Das unsichtbare Licht, Physik Journal 12 (2013) Nr.8/9, 35–39